# Artaxata
Artaxata, oraș din Armenia. A fost întemeiat (c. 188 î.e.n.) de Artaxias I, la sfatul lui Hannibal. Este situat pe valea râului Araxes. Până în secolul 2 î.e.n. este capitala Regatului Armeniei, fiind înlocuit de orașul Caenepolis (sau Valarshapat), fondat de generalul roman Statius Priscus în 163.